# Эскофье, Жан-Ив
Жан-Ив Эскофье (фр.  Jean-Yves Escoffier, 12 июля 1950, Лион — 1 апреля 2003, Лос-Анджелес) — французский кинооператор.

## Биография
Окончил Высшую национальную киношколу Луи Люмьера. Снимал короткометражные, документальные, анимационные ленты, рекламные ролики, работал ассистентом оператора (в том числе — на фильме Клода Ланцмана Шоа). В 1983 познакомился с Лео Караксом, в дальнейшем снял с ним несколько фильмов, принесших известность его операторской работе. С начала 1990-х работал в США.
Скончался от сердечного приступа.

## Избранная фильмография
- 1980: Симона Барбес или добродетель/ Simone Barbès ou la vertu (Мари-Клод Трею)
- 1982: Улисс/ Ulysse (Аньес Варда, короткометражный)
- 1984: Парень встречает девушку/ Boy Meets Girl (Лео Каракс)
- 1985: Трое мужчин и младенец в люльке/ Trois Hommes et un couffin (Колин Серро)
- 1986: Дурная кровь/ Mauvais Sang (Лео Каракс, номинация на премию Сезар за операторскую работу)
- 1991: Любовники с Нового моста/ Les Amants du Pont-Neuf (Лео Каракс, Европейская кинопремия за операторскую работу)
- 1994: Секс, ложь, безумие/ Dream Lover (Николас Казан)
- 1994: Охота на ведьм/ Witch Hunt (Пол Шредер, телевизионный)
- 1995: История американского кино от Мартина Скорсезе/ A Personal Journey with Martin Scorsese Through American Movies (Мартин Скорсезе)
- 1996: Ворон 2: Город Ангелов/ The Crow: City of Angels (Тим Поуп)
- 1997: Гуммо/ Gummo (Хармони Корин)
- 1997: Умница Уилл Хантинг/ Good Will Hunting (Гас Ван Сент)
- 1997: Лишний багаж/Excess Baggage (Марко Брамбилла)
- 1998: Шулера/ Rounders (Джон Даль)
- 1999: Колыбель будет качаться/ Cradle Will Rock (Тим Роббинс)
- 2000: Сестричка Бетти/ Nurse Betty (Нил Лабьют)
- 2001: 15 минут славы/ 15 minutes (Джон Херцфельд)
- 2002: Одержимость/  Possession (Нил Лабьют)
- 2003: Polígono Sur (Доминик Абель)
- 2003: Запятнанная репутация/ The Human Stain (Роберт Бентон)